# کانت‌گرایی
کانت‌گرایی (به انگلیسی: Kantianism) فلسفه کانت یا کانتیانیسم به اندیشه‌های ایمانوئل کانت گفته می‌شود. اصطلاح کانتیانیسم یا کانتی گاهی برای توصیف دیدگاه‌های معاصر در فلسفه ذهن، معرفت‌شناسی و فلسفه اخلاق به کار می‌رود.